# The Show Off
The Show Off è un film muto del 1926 diretto da Malcolm St. Clair che ha tra i suoi interpreti Louise Brooks.
Tratto dalla commedia The Show Off di George Kelly e prodotto dalla Famous Players-Lasky Corporation, il film uscì nelle sale il 16 agosto 1926. Venne girato negli studi Astoria di New York.
La commedia era stata un grande successo di Broadway: aveva debuttato al Playhouse Theatre il 5 febbraio 1924 e aveva chiuso dopo 571 repliche nel giugno 1925. Tra gli attori del film, Charles Goodrich che aveva interpretato il ruolo di Fisher anche sul palscoscenico. L'autore George Kelly è conosciuto anche per un'altra commedia satirica, The Torch-Bearers, scritta nel 1922. Grace Kelly era sua nipote.

## Trama
Un impiegato delle ferrovie si spaccia per dirigente per far colpo sulla fidanzata.
La famiglia è diffidente, ma la ragazza lo sposa ugualmente.

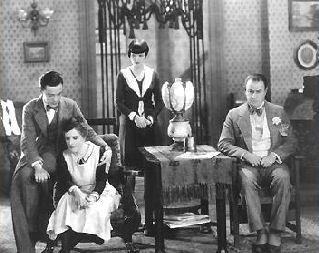
La famiglia in una scena del film

Le sorprese giungeranno dopo.

## Produzione
Il film fu prodotto dalla Famous Players-Lasky Corporation.

## Distribuzione
Distribuito dalla Paramount Pictures, il film - presentato da Jesse L. Lasky e Adolph Zukor - uscì nelle sale cinematografiche USA il 16 agosto 1926.